# Urdă
Urda este un produs lactat obținut prin fierberea zerului rămas după prepararea cașului. Urda e un tip de brânză.
Are o textură moale și fărâmicioasă. Este asemănătoare cu brânza italiană ricotta, având un conținut bogat de proteine și puține grăsimi.

## Mod de preparare
Zerul rămas după pregătirea cașului dulce se fierbe timp de 1 oră la temperatura de 85-90°C, timp în care are loc precipitarea restului de proteină. Pe tot timpul fierberii, zerul se agită continuu cu o lingură de lemn, ca să nu se prindă de fundul cazanului și să se afume. Treptat, bucățelele de urdă se ridică la suprafața cazanului, unde se culeg cu o lingură și se pun la scurs pentru 10-12 ore, timp în care se elimină tot zerul. Din 10-12 l de zer rezultă, de regulă, 1 kg de urdă.